# Schronisko Środkowe (Rogożowa Skała)
Schronisko Środkowe – schron jaskiniowy znajdujący się na wzniesieniu Rogożowej Skały, w miejscowości Przeginia, w województwie małopolskim, w powiecie krakowskim, w gminie Jerzmanowice-Przeginia.

## Opis schroniska
Schronisko znajduje się u zachodniej podstawy skały Jednorożec, w dolnej części dzielącego ją pęknięcia. Powyżej otworu znajduje się zaklinowana w szczelinie skała. Jest to krótki korytarz, o mniej więcej trójkątnym kształcie, rozszerzający się ku dołowi. W stropie znajdują się zaklinowane skały. Kończy się progiem, za którym ciągnie się niedostępna dla człowieka szczelina. Korytarz ma jedno boczne odgałęzienie (prawe). Zaczyna się 1,5 m od otworu wejściowego, ale jest zbyt ciasne dla człowieka.
Schronisko powstało na szczelinie. Ściany pokryte grubą warstwą sadzy, dno kamieniste z dużą ilością liści i śmieci. Jest wilgotne, o klimacie uzależnionym od środowiska zewnętrznego. Rozproszone światło słoneczne dociera na odległość około 2 m od otworu. Przy otworze na ścianach rozwijają się glony. Ze zwierząt obserwowano pająki sieciarze jaskiniowe i muchówki.
Schronisko powstało w wapieniach z jury późnej. Zdaniem Adama Poloniusa układ i położenie Schroniska Lewego, Prawego i Środkowego wskazują, że jest to jeden obiekt przez zawalisko podzielony na trzy części. Schronisko Lewe po raz pierwszy opisał A. Polonius w 2014 r., on też wykonał jego plan. Pomiary wykonali w lipcu 2014 roku M. Kozioł i A. Polonius.

## Historia poznania i dokumentacji
Miejscowej ludności schronisko znane jest od dawna. Świadczą o tym śmieci na jego dnie. Było przekopywane, przed jego otworem znajduje się bowiem niewielki wał ziemi. W literaturze nie było wymieniane. Po raz pierwszy jego plan opis sporządził A. Polonius w 2014 r.  Pomiary wykonali w lipcu 2014 roku M. Kozioł i A. Polonius.

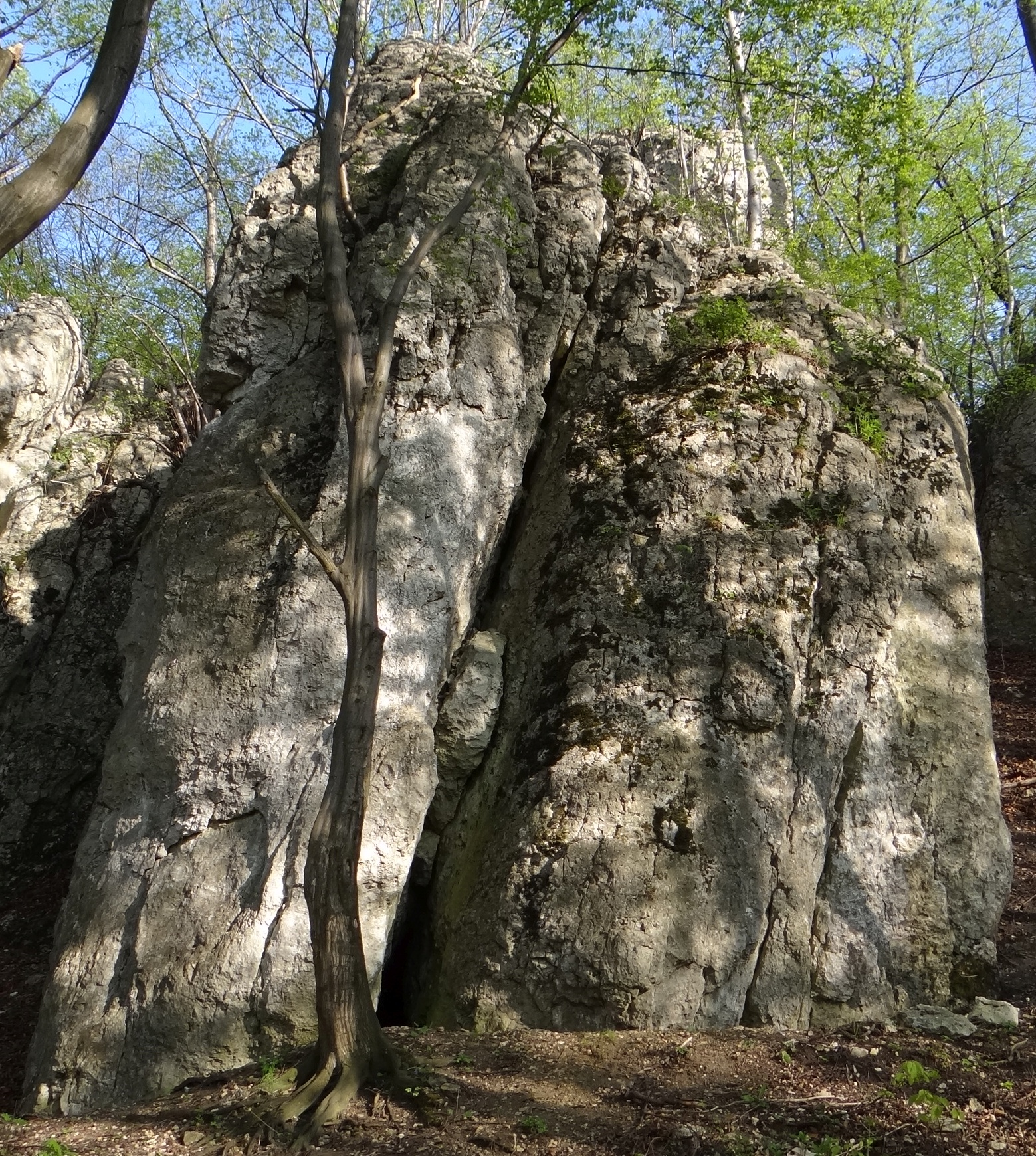
Skała Jednorożec z otworem schroniska